# 王奇橙
王奇橙（15世紀—16世紀），字良實，福建泉州府惠安縣邑東東張人，明朝政治人物。

## 生平
王奇橙是正德二年（1507年）丁卯科福建鄉試舉人，十三年（1518年）授石首教諭，以師道自重，嚴厲條教、勤於講解，登科舉著府多出自他門下。嘉靖元年（1522年）任浙江鄉試同考官，四年（1525年）陞益陽知縣，任內廉潔自持，曾用計招引為禍現內的大盜數百人，在縣堂斬殺數十人，其餘願為良民者就解散，派人讓他們復業，縣人立石紀念其功勞，不久在任內去世，行李蕭然無法殮葬，人們都覺得悲哀，入祀益陽名宦祠。

## 家族
兒子王以寧是嘉靖七年舉人，王以佐是貢生，王以匡則是嘉靖三十一年舉人、英山教諭，王以佐之子王約為萬曆五年進士。

## 引用
1. 1 2  雍正《惠安縣志·卷二十四·循良》：王奇橙，字良實，邑東東張人，正德丁卯舉人，戊寅授石首教諭，石首自楊文定溥後人才少替，奇橙嚴條教、勤講解，人皆興起，自是科目漸多。壬午分試浙江，乙酉擢知益陽，廉謹自持，縣有巨盜出沒洞庭為患，前後令長不能捕，奇橙出格招撫，其酋數百人伏庭下願為良民，因散遣使復業，邑人勒石以紀功，卒時囊橐蕭然，巡撫檄縣資其喪歸。子以寧，字楨甫，號古泉，嘉靖戊子舉人；以佐自有傳；以匡壬子舉人、英山教諭；以佐子約自有傳。
2. ↑  同治《石首縣志·卷四·秩官志》：王奇橙，福建人，正德間任教諭，以師道自重，為文主傳註不尚奇怪而貴誠確，列科第者多出其門。
3. ↑  同治《益陽縣志·卷十二·秩官志》：王奇橙，字孟徵，惠安舉人，嘉靖初任，秉心淵澄而有謀，臨事果敢而能斷，遇變整暇而不迫。邑有巨盜為亂，以計招其渠惡數十人，伏兵斬於縣堂，神色不動；有御史行縣，屬吏倉皇，奇橙應之從容，卒於官，囊橐蕭然無以為歛，士民哀之，祀名宦祠。